# August Wilhelm Binneweitz
August Wilhelm Binneweitz (født 1839, død 1887) var en tysk musiker, som turnerede fra 1858 til 1862 i Danmark med et orkester kaldet Braunschweiger Bergkapelle. Da orkestret blev opløst, blev han i Danmark, hvor han i 1865 blev gift med Charlotte Altenburg. Samme år fik de sønnen Gottfried Benneweis (1865-1933). Familien ernærede sig som omrejsende musikanter.